# Camissonia kernensis
Camissonia kernensis là một loài thực vật có hoa trong họ Anh thảo chiều. Loài này được (Munz) P.H.Raven mô tả khoa học đầu tiên năm 1964.